# Pablo Larrazábal

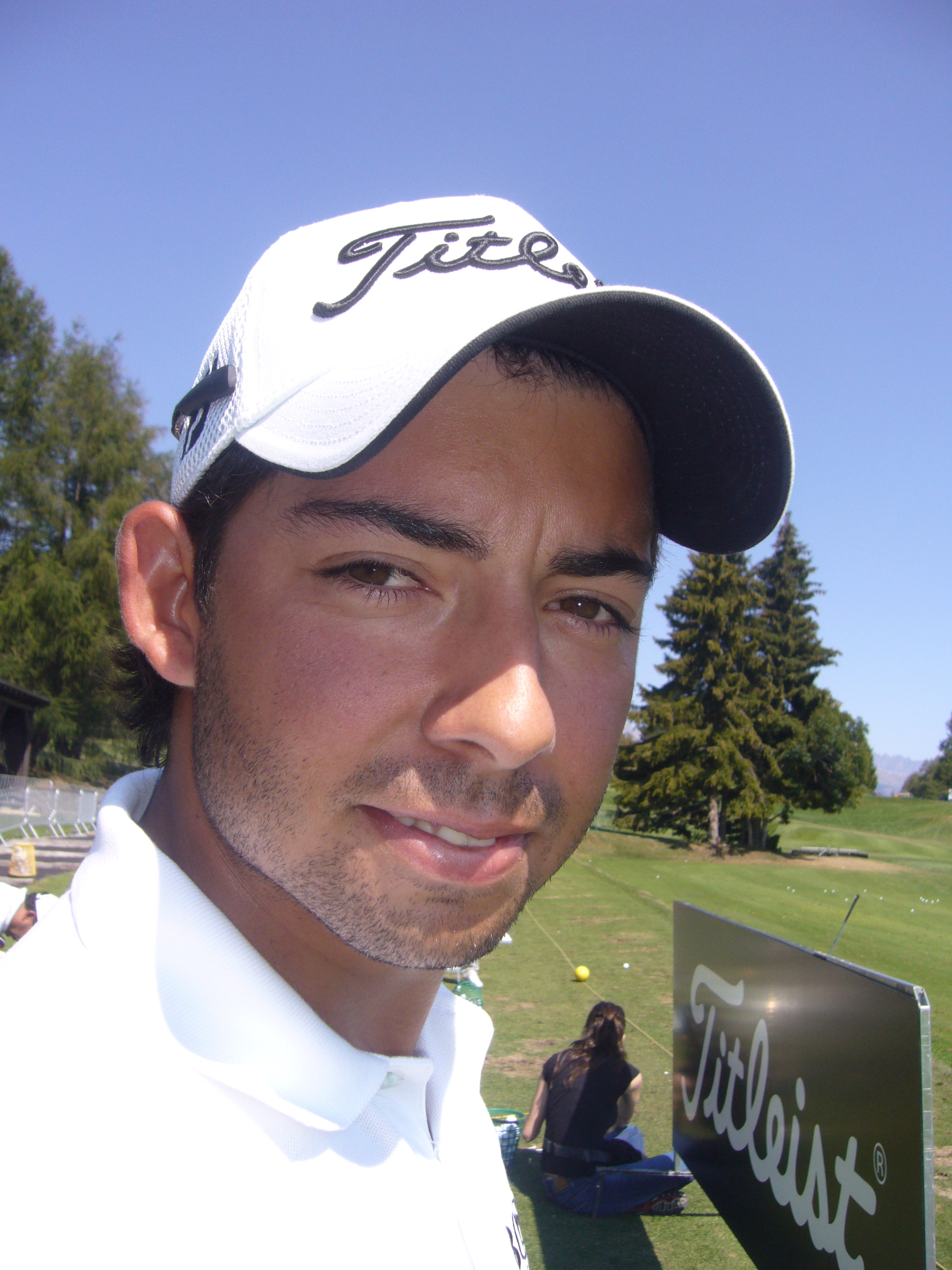
European Masters 2009.

Pablo Larrazábal (Barcelona, 15 mei 1983) is een Spaanse golfprofessional.
Pablo Larrazábal is een zoon van de in Venezuela geboren Gustavo Larrazábal, tweevoudig winnaar van het Venezolaans Open. Gustavo verhuisde naar Spanje, waar hij in 2008 het Senior Nationaal Open won en in 2009 het Senior Internationaal Open. Zijn vier kinderen hebben allen de Spaanse nationaliteit.

## Amateur
In 2002 caddiede Pablo op de US Masters voor zijn broer Alejandro, en besefte dat hij zelf ook professional wil worden. Na zijn schooltijd in de Verenigde Staten ging Larrázabal terug naar Spanje om die stap te nemen, maar zijn vader wilde dat zijn zoon eerste de waarde van geld moest leren kennen en liet hem twee jaar in zijn bedrijf werken.

### Teams
- Eisenhower Trophy (namens Spanje): 2000

## Professional
In 2004 werd Larrázabal op 21-jarige leeftijd professional. Vanaf 2006 speelde hij op de Challenge Tour (CT). Hij speelde dat jaar acht toernooien en miste slechts één cut. In 2007 speelde hij meer toernooien en kwam op de 69ste plaats van de Order of Merit te staan.
Eind 2007 eindigde hij op een gedeelde eerste plaats bij de Tourschool en sedert 2008 speelt hij op de Europese Tour (ET). Hij won het Open de France en eindigde op een derde plaats bij het Madrid Open. Mede hierdoor werd hij in zijn rookiejaar de Sir Henry Cotton Rookie of the Year.
In 2011 behaalde hij zijn tweede overwinning. Hij eindigde het BMW International Open met een score van -16, net als Sergio García. Er volgde een play-off, die hij met een birdie op de vijfde hole won.

### Trivia
In 2014 tijdens het Maybank Malaysian Open werd Larrazábal bij het verlaten van de tee van de vijfde hole aangevallen door een zwerm horzels. Om de horzels te ontvluchten zag Larrazábal zich genoodzaakt om in de op het terrein aanwezige vijver te springen.
Larrazábal bleek meer dan 20 keer te zijn gestoken, maar maakte toch zijn hole af na eerst door een arts te zijn behandeld.

### Gewonnen
Europese Tour
- 2008: Open de France op Le Golf National
- 2011: BMW International Open (-16) op de Golfclub München Eichenried
- 2015: BMW International Open

Alps Tour
- 2012: Peugeot Alps de Barcelona op de  Golf Sant Cugat (-16)

### Teams
- World Cup (namens Spanje): 2008
- Royal Trophy (namens Europa): 2009
- Vivendi Trophy (namens continentaal Europa): 2011